# لوکاس اوکامپوس
لوکاس آریل اوکامپوس (اسپانیایی: Lucas Ariel Ocampos‎؛ زادهٔ ۱۱ ژوئیهٔ ۱۹۹۴) بازیکن فوتبال اهل آرژانتین است که برای باشگاه سویا بازی می‌کند.
از باشگاه‌هایی که در آن بازی کرده‌است می‌توان به ریورپلاته، موناکو، مارسی، جنوآ، میلان، سویا و آژاکس اشاره کرد.

## آمار ملی

### بازی‌های ملی
تا تاریخ ۱۲ اکتبر ۲۰۲۳
| آرژانتین | آرژانتین | آرژانتین | آرژانتین |
| سال      | بازی     | گل       | پاس گل   |
| -------- | -------- | -------- | -------- |
| ۲۰۱۹     | ۳        | ۲        | ۰        |
| ۲۰۲۰     | ۴        | ۰        | ۱        |
| ۲۰۲۱     | ۱        | ۰        | ۰        |
| ۲۰۲۲     | ۲        | ۰        | ۰        |
| ۲۰۲۳     | ۲        | ۰        | ۰        |
| مجموع    | ۱۲       | ۲        | ۱        |

### گل‌های ملی
| شماره | تاریخ         | میزبان   | بازی ملی | حریف    | نتیجه | رقابت   |
| ----- | ------------- | -------- | -------- | ------- | ----- | ------- |
| ۱     | ۹ اکتبر ۲۰۱۹  | دورتموند | ۱        | آلمان   | ۲–۲   | دوستانه |
| ۲     | ۱۳ اکتبر ۲۰۱۹ | آلیکانته | ۲        | اکوادور | ۶–۱   | دوستانه |

## افتخارات
سویا
- لیگ اروپا: ۲۰–۲۰۱۹ و ۲۳–۲۰۲۲[۲]
- سوپرجام اروپا: ۲۰۲۰ و ۲۰۲۳